# Færingehavn
Færingehavn (grønlandsk: Kangerluarsoruseq), (færøsk: Føroyingahavnin) var en station, beliggende ca. 50 kilometer syd for Grønlands hovedstad Nuuk. 
Stationen ligger i åbent vand område på Grønlands vestkyst, syd for Kangerluarsunnguaq (dansk: Buksefjord) på positionen 63.42°N, 51.34°Ø. Indtil grundlægelsen den 1. januar 2009 af Sermersooq Kommune, hørte Kangerluarsoruseq til Nuuk Kommune. 
De seneste år har byen oplevet en del forfald. Bygningerne er i en dårlig stand, dele af kajen er skredet sammen, og den 250 meter lange landgangsbro er totalt ødelagt. 
Området omkring Polaroil/Færingehavn kan måske engang i fremtiden få en ny betydning, hvis der besluttes at olie og gas fra eventuelle fund i Fyllafeltet skal føres hertil. 
Fra Nuuk er er der ca. 4 timers sejlads til Færingehavn, eller Nordáfar som stedet også kaldes.

## Historie
Færingehavn, eller færingernes havn, blev grundlagt i 1927 som fiskerihavn af færøske fiskere efter at disse havde fået lov til at fiske på søterritoriet indtil de yderste skær og holme fra Ravn Storø til Godthåbsfjordens munding, trods skarpe protester fra det grønlandske samfund. Rettighederne omfattede ikke fiskeri i skærgården og fjordene, der var forbeholdt grønlandske fiskere.
Det færøske fiskeri ved Grønland tog sin begyndelse først i 1920'erne, fordi færøske fiskere var trængt af engelske og tyske fiskere, der fiskede med trawl i deres hjemlige farvande. Færingerne fiskede på det tidspunkt fra små både med håndsnører og langline og der var ikke kapital til rådighed i forhold til at omlægge fiskeriet. De færøske fiskere søgte derfor op under Island og Grønland for at fiske der. Det betød, at de i høj grad havde brug for stationer på land, hvor fisken kunne landes.
Færingerne rettede deres krav om fiskeri ved Grønland til den danske regering, og Danmark valgte at støtte færingerne til trods for, at det på den måde blev vanskeligt at opretholde afspærringen af Grønland, og dermed opretholdelsen af monopol på handlen. Desuden ville tilladelse af fiskeri på søterritoriet kunne være til gene for grønlændernes eget fiskeri.
Færøske fiskere fik i 1925 adgang til en havneplads på Ravn Storø, et øde sted i Frederikshåb distrikt, og fra 1927 i Færingehavn. Grønlands Landsråd blev på daværende tidspunkt ikke spurgt, og protesterede voldsomt. Derfor blev rettighederne gjort midlertidige og blev først permanente fra 1931 hvor færingernes pres bar frugt, i og med tilladelsen til fiskeri udvidedes nord på til Spanioløen 15 km syd for Sukkertoppen, i dag Maniitsoq.
Efter grundlæggelsen udviklede Færingehavn sig hurtigt fra nødhavn til, fra 1937, at være international fiskerihavn. I foråret 1953 stiftedes selskabet Nordafar A/S med en kapital på 2 mill. kroner, hvoraf 1/3 var færøsk, 1/5 dansk og 2/5 norsk kapital. Nordafar A/S overtog både den ældre færøske og Asgrikos fiskeristation i Færingehavn og opnåede en 15-årig koncession til at drive en fiskeristation i Færingehavn på Asgrikos stationsområde med vidtgående handels- og industrirettigheder m. v. og med ret til at udbygge stationen efter ønske. Allerede i 1953 blev der bygget et mindre fryseri foruden flere andre anlæg, og i 1954 opføres en større saltsilo og et større fryseri og nye kajanlæg. Senere blev der bygget fyrtårn, reparationsværft, olietanke, saltlager, sygehus, sømandshjem og en 230 meter lang landgangsbro.
Den 25. januar 1957 sejlede orlogskutteren "Ternen" fra Færingehavn sydover mod Ravn Storø. Den næste morgen blev opkald ikke besvaret fra "Ternen" og en eftersøgning indledtes. Først den 31. januar blev "Ternen" fundet, liggende på bunden af Ravns Storø naturhavn.
"Ternen"s besætning på 8 mand omkom ved forliset, der formodentlig fandt sted på grund af overisning. Senere blev skibet hævet og "Ternen" kunne fortsætte sin gerning som inspektionsskib.
Ved Danmarks indtræden i de daværende Europæiske Fællesskaber (EF) i 1972 blev Grønland, som en del af rigsfællesskabet, også medlem af EF, selv om der ved folkeafstemningen om medlemskab var et klart flertal på 70,8 pct., der stemte nej. Ved indmeldelsen mistede Færøerne og andre fiskerinationer deres hidtidige fiskerirettigheder i grønlandske farvande men forhandlede sig senere til særaftaler, dog kun i mindre omfang, og Færingehavn mistede langsomt sin betydning. 
Indtil 1990 kunne færingerne fange rejer og nedfryse dem i Færingehavn, hvorfra skibe fragtede dem videre til Europa. Den sidste statsansatte danske embedsmand, som havde den overordnede myndighed, forlod Færingehavn omkring 1990. Fra 1995 er oliehavnen syd for Færingehavn i samme fjord, brugt som lager for den olie, som KNI's Energidivision, tidligere Den Kongelige Grønlandske Handel, importerer og efterfølgende distribuerer til byer og bygder overalt i Grønland. Polaroilhavnen har i dag fem indbyggere, alle født uden for Grønland, mens der i storhedstiden var væsentligt flere indbyggere.